# Laura Janssens
Laura Janssens (2 februari 1990) is een Vlaams illustrator en cartooniste afkomstig uit Antwerpen. Ze is vooral bekend van de autobiografische webcomic Niet Nu Laura, met strips over alledaagse dingen en kroketten.
Door het succes van de webcomic kwam in 2018 het eerste Niet Nu Laura boek uit. In 2019 werd dit gevolgd door een tweede stripalbum, genaamd Niet nog eens, Laura. In het najaar van 2020 verscheen Het jaar van de hamster, een spin-off boek van haar populaire personages Philippe en Giovanni. Deze olijke hamsters kwamen tot stand tijdens het coronatumult in 2020.

## Biografie
Na haar afstuderen begon Janssens met illustraties voor twee publicaties van de Vlaamse overheid in opdracht van Klasse, namelijk voor de jongerentijdschriften Maks! en Yeti. Twee jaar later werden de subsidies voor de tijdschriften stopgezet. Dit zette Janssens aan tot het publiceren van haar eigen webcomic op Instagram onder de naam Niet Nu Laura. Daarin beeldt ze haar dagelijks leven, gedachten en ideeën uit.   
De razend populaire cartoons brachten haar tot het publiceren van haar eigen boeken en het illustreren voor andere auteurs. Ook is ze beschikbaar voor freelance opdrachten.  

## Publicaties
- Hoger dan de bergen en dieper dan de zee (2015), stripverhaal samen met Laïla Kouba
- Niet nu Laura (2018), boek
- Crazy Cat Lady boek van Elke Van Huffel (2018), boek illustratie[3]
- Niet nog eens Laura (2019), boek
- Overleven op Tinder boek van Julie Vranckx (2019), boek illustratie
- Overleven als single boek van Julie Vranckx (2020), boek illustratie[4]
- Het jaar van de hamster (2020), boek
- Het Philippe & Giovanni vakantieboek (2021), boek
- Onder tussen in (2021), stripverhaal samen met Laïla Kouba[5]
- Philippe & Giovanni overwinteren (2022), boek[6]

## Wetenswaardigheden
- Bekende cartoons zijn onder meer “Ma eih” en “fokking tomatte”

- Bibliothèque nationale de France: cb17129499w (data)
- Gemeinsame Normdatei: 1128767201
- International Standard Name Identifier: 0000 0004 5258 7640
- Nederlandse Thesaurus van Auteursnamen: 393710572
- Système universitaire de documentation: 234198516
- Virtual International Authority File: 317185050